# Frances Melville
Pour les articles homonymes, voir Melville.
Frances Helen Melville (11 octobre 1873 - 7 mars 1962), est une universitaire, personnalité politique et féministe écossaise. Elle est l'une des premières étudiantes de l'université d'Édimbourg en 1892. Elle est présidente de la British Federation of University Women de 1935 à 1942.

## Biographie
Melville est née à Merchiston à Édimbourg, première fille et cinquième enfant de Francis Suther Melville, greffier adjoint de la Court of Session, et d'Helen Alexandrina Kerr. Elle fait ses études au George Watson's Ladies' College puis étudie la musique pendant un an en Allemagne.
La loi de 1889 sur les universités en Écosse permet aux femmes d'obtenir un diplôme universitaire et Frances Melville est l'une des premières étudiantes inscrites à l'université d'Édimbourg, en 1892. Elle obtient un master de philosophie avec mention très bien en 1897. En 1910, elle obtient un Bachelor of Divinity de l'université de St Andrews.
Frances Melville est tutrice de 1896 à 1899 à l'université d'Édimbourg, où elle donne des cours de logique, de psychologie et de métaphysique. De 1899 à 1909, elle est directrice du collège féminin University Hall à l'université de St Andrews,,. Elle est ensuite maître de conférences en sciences mentales et morales au Cheltenham Ladies' College, puis en 1909, elle succède à Janet Anne Galloway en tant que directrice du Queen Margaret College, Université de Glasgow. Elle occupe cette fonction jusqu'à la fermeture du collège en 1935. Elle est nommée chef du département des femmes à l'université de Glasgow.

## Engagements en faveur des droits des femmes
En 1902, elle a présenté une contribution intitulée University Education for Women in Scotland: Its Effects on Social and Intellectual Life à la Conférence de l'Union nationale des travailleuses de Grande-Bretagne et d'Irlande à Édimbourg et en 1911, elle publie une contribution intitulée The Education of Woman dans l'ouvrage The Position of Woman: Actual and Real,. Pendant son séjour à St Andrews, elle crée l'Association of University Women, de 1930 à 1931, elle est présidente du Soroptimists Club, et, elle est présidente de la British Federation of University Women de 1935 à 1942,.
Frances Melville est active dans des associations suffragistes, notamment la Edinburgh National Society for Women's Suffrage. En 1906, elle participe avec d'autres femmes, Chrystal Macmillan, Margaret Nairn, Frances Simson et Elsie Inglis, à un recours devant la Court of Session, la cour suprême écossaise, pour demander le droit de vote des femmes dans les universités de St Andrews et d'Édimbourg. Après un échec en 1907, les universitaires font appel de la décision devant la Chambre des lords britannique en 1908, en vain.
En 1937, Frances Melville se présente comme candidate indépendante à l'élection partielle des universités écossaises,, elle est deuxième, devant Andrew Dewar Gibb et Sir Peter Chalmers Mitchell, avec 5 618 voix.
Pendant la Première Guerre mondiale, elle participe à l'effort de guerre en formant des femmes et, pendant la Seconde Guerre mondiale, elle est chauffeur dans la Home Guard.
Elle prend sa retraite à Dalry dans le Kirkcudbrightshire, puis se réinstalle à Édimbourg où elle meurt à son domicile le 7 mars 1962. Elle est inhumée au cimetière de Warriston, à Édimbourg.

## Hommages et distinctions
En 1927, elle reçoit un doctorat honoris causa (Legum Doctor) de l'université de Glasgow. Elle est faite officière de l'Empire britannique en 1935,.
Melville House à l'université de Glasgow porte son nom, et l'université décerne chaque année la médaille Frances Melville en philosophie mentale.

## Publications
- Frances H. Melville et Sir James Donaldson, University Education for Women in Scotland: Its Effects on Social and Intellectual Life. A Paper Read at the Conference of the National Union of Women Workers of Great Britain and Ireland, Edinburgh, October, 1902 by Frances H. Melville, M.A., Warden of University Hall, St. Andrews, St. Andrews, W.C. Henderson and Son, 1902 (OCLC 913571365)
- Frances H. Melville, The British Federation of University Women, a History, London, British Federation of University Women, 1949 (OCLC 806040969, lire en ligne)